# Dagmar Seifert

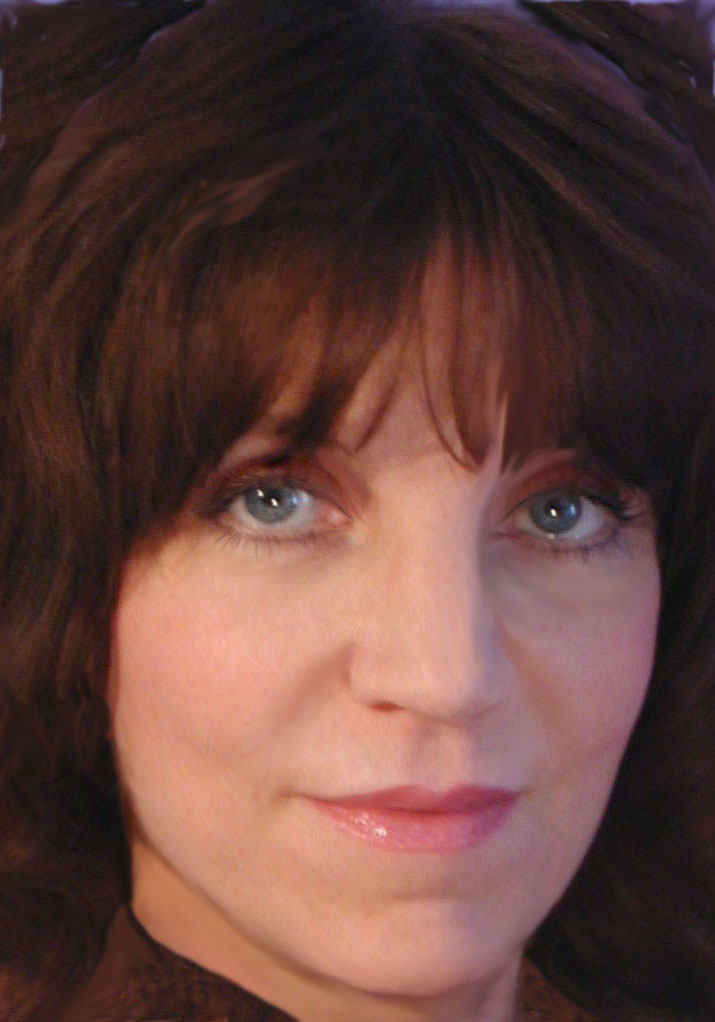
Dagmar Seifert (2015)

Dagmar Seifert (* 23. Mai 1955 in Grömitz) ist eine deutsche Journalistin und Autorin.

## Leben
Seifert war zuerst als Redakteurin bei Zeitschriften in Hamburg, später als freie Journalistin für u. a. die Magazine Cosmopolitan und Stern tätig. Sie verfasste Kolumnen, Märchen, Radio-Features und Gruselgeschichten für den NDR, Drehbücher und Theaterstücke, aber auch Sach-, insbesondere Kochbücher. Seit 1999 tritt sie außerdem als Romanschriftstellerin in Erscheinung.
Von 2009 bis 2011 war sie stellvertretende Chefredakteurin beim Internetportal für das sie immer noch Beiträge schreibt.
Dagmar Seifert wohnt in der Nähe von Hamburg.

## Werke
- Ein Mann ist kein Mann (Een Mann is keen Mann) – Komödie, Uraufführung im Hamburger Ohnsorg-Theater 1989, in einer niederdeutschen Bearbeitung von Jürgen Pooch.
- Die rosa Hälfte des Himmels, Roman (1999)
- Ein silbergrüner Wasserfall, Roman (2000)
- Das Peanuts-Kochbuch (2000)
- Die Lavendelfrau, Roman (2001)
- Das Single-Kochbuch (2001)
- Feuervogel, Roman (2002)
- Aalsuppe und Mehlbüddel, Kochbuch (2002)
- Der Winter der Libelle, Roman (2004)
- Gute Nachbarschaft, 13 Gruselgeschichten (2005)
- Kleine Leckerbissen, 13 Gruselgeschichten (2006)
- Ich bin du und du bist tot, Roman (2008)
- Nachtschicht für Engel, 8 Weihnachtsgeschichten (2011)
- Friedensnacht, Novelle mit eigenen Illustrationen (2014)
- Das Mittwochszimmer, Roman  (2016)